# Емил Фридрих Карл (Бентхайм-Текленбург)
Емил Фридрих I Карл фон Бентхайм-Текленбург (на немски: Emil Friedrich I Karl zu Bentheim-Tecklenburg; * 11 май 1765 в Реда; † 17 април 1837 в Реда) е граф на Текленбург и Лимбург и госодар на Реда (1806 – 1817), от 1817 до 1837 г. княз на Бентхайм-Текленбург.
Той е вторият син на граф Мориц Казимир II фон Бентхайм-Текленбург (1735 – 1805) и съпругата му Хелена Шарлота София фон Сайн-Витгенщайн-Берлебург (1739 – 1805), дъщеря на граф Лудвиг Франц фон Сайн-Витгенщайн-Берлебург-Лудвигсбург (1694 – 1750) и съпругата му графиня Хелена Емилия фон Золмс-Барут (1700 – 1750).
Братята му са Мориц Казимир III (1764 -1806) и Фридрих Вилхелм Христиан Август (1767 – 1835), граф на Бентхайм-Текленбург-Реда.
Емил Фридрих се отказва на 15 април 1817 г. от графството Лимбург, което става част от Прусия. Крал Фридрих Вилхелм III го издига на княз на 20 юли 1817 г. Той умира на 17 април 1837 г. в Реда на 71 години.

## Фамилия
Емил Фридрих Карл се жени на 16 март 1797 г. във Витгенщайн за графиня (Луиза) Вилхелмина Елизабет Каролина фон Сайн-Витгенщайн-Хоенщайн (* 6 септември 1768 във Витгенщайн; † 19 юни 1828 в Реда), дъщеря на граф Йохан Лудвиг фон Сайн-Витгенщайн-Хоенщайн (1740 – 1796) и Вилхелмина Хенриета Каролина фон Пюклер-Лимпург (1738 – 1772). Те имат децата:
- Каролина Вилхелмина Амалия (1792 – 1876), омъжена на 21 ноември 1817 г. в Реда за граф Готхард фон дер Реке-Фолмерщайн (1785 – 1857)
- Тереза Хенриета Хедвиг (1793 – 1861), омъжена на 12 ноември 1816 г. в Реда за граф Отомар фон дер Реке-Фолмерщайн (1793 – 1859)
- Мориц Казимир Георг Лудвиг Фридрих Карл (1795 – 1872), княз на Бентхайм-Текленбург (1837 – 1872), женен на 31 октомври 1828 г. за Агнес Христина Албертина фон Сайн-Витгенщайн-Хоенщайн (1804 – 1866)
- Максимилиан Карл Лудвиг (1797 – 1847)
- Франц Фридрих Фердинанд Адолф (1800 – 1885), княз на Бентхайм-Текленбург (1872 – 1885)
- Адолф Лудвиг Албрехт Фридрих (1804 – 1874), пруски генерал-лейтенант, женен на 7 март 1843 г. в Шлайц за принцеса Анна Каролина Луиза Аделхайд Ройс млада линия (1822 – 1902), дъщеря на Хайнрих LXVII
- Александер (1812 – 1828)
- Луиза (1807 – умира млада)